# بيت جبير (ذي السفال)

تعديل مصدري - تعديل

بيت جبير محلة تابعة لقرية المخلف، التابعة لعزلة الصفة بمديرية ذي السفال إحدى مديريات محافظة إب في الجمهورية اليمنية، بلغ تعداد سكانها 175 حسب تعداد اليمن لعام 2004.